# Novo Selo (Bogovinje)
Novo Selo (makedonsky: Ново Село, albánsky: Novosellë) je vesnice v Severní Makedonii. Nachází se v opštině Bogovinje v Položském regionu.

## Demografie
Podle sčítání lidu z roku 2002 žije ve vesnici 1589 obyvatel albánské národnosti.